# Witold Jaworski
Witold Stanisław Jaworski (ur. 1972) – polski ekonomista i menedżer.

## Życiorys
Absolwent Akademii Ekonomicznej w Poznaniu. Studiował również na Fachhochschule für Wirtschaft w Berlinie. W roku 2000 uzyskał stopień doktora nauk ekonomicznych. W latach 2001–2010 był adiunktem w Katedrze Ubezpieczeń Akademii Ekonomicznej w Poznaniu. Absolwent Advanced Management Program (AMP) na IESE Business School (2011).
Karierę zawodową rozpoczynał w firmie doradczej McKinsey & Company w Warszawie i Kolonii. Od 2004 r. związany z Grupą PZU, początkowo na stanowisku dyrektora ds. ubezpieczeń komunikacyjnych, dyrektora zarządzającego ds. produktów ubezpieczeniowych PZU oraz dyrektora zarządzającego ds. klienta masowego. Od grudnia 2007 jako członek zarządu PZU SA i PZU Życie SA, a także członek Rad Nadzorczych TFI PZU i PTE PZU. W latach 2013–2015 prezes Allianz Polska.
Założyciel startupu YU!.

## Odznaczenia
- 2010 Srebrny Krzyż Zasługi za zasługi w działalności na rzecz rozwoju rynku ubezpieczeniowego w Polsce[5].